# NGC 1264
NGC 1264 est une galaxie spirale barrée située dans la constellation de Persée. Elle a été découverte par l'astronome français Guillaume Bigourdan en 1884.

## Caractéristiques
Sa vitesse par rapport au fond diffus cosmologique est de3 163 ± 11 km/s, ce qui correspond à une distance de Hubble de 46,7 ± 3,3 Mpc (∼152 millions d'al).

## Amas de Persée
NGC 1264 est une galaxie de l'amas de Persée.